# Rang de naissance et orientation sexuelle masculine
Le rang de naissance fraternel, également connu sous le nom d'effet frère aîné, a été corrélé à l'orientation sexuelle masculine. Un important volume de recherches a révélé que plus un homme a de frères aînés de la même mère, plus grande est la probabilité qu'il possède une orientation homosexuelle. Ray Blanchard et Anthony Bogaert ont identifié cette association pour la première fois dans les années 1990 et l’ont baptisée « Fraternal birth order effect » (« effet de l’ordre de naissance fraternel »). Les scientifiques ont attribué cet effet à un mécanisme biologique prénatal, car l’association n’est présente que chez les hommes ayant des frères biologiques plus âgés, et non chez les hommes ayant des demi-frères plus âgés et des frères adoptifs. On pense que ce mécanisme est une réponse immunitaire maternelle aux fœtus mâles, par laquelle les anticorps neutralisent les protéines Y mâles censées jouer un rôle dans la différenciation sexuelle au cours du développement. Cela laisserait certaines régions du cerveau associées à l’orientation sexuelle dans la configuration « typiquement féminine » – ou attirées par les hommes.
L’effet devient plus fort à chaque grossesse masculine supplémentaire, la probabilité que le prochain fils soit homosexuel augmentant de 38 à 48 %. Cela ne signifie pas que tous ou la plupart des fils seront homosexuels après plusieurs grossesses masculines, mais plutôt que la probabilité d'avoir un fils homosexuel augmente : de 2 % pour le premier fils né, elle monte à 3 % pour le deuxième, à 5 % pour le troisième et ainsi de suite,. Dans une étude de 2017, les mères de fils homosexuels, en particulier celles qui avaient des frères aînés, présentaient des niveaux plus élevés d'anticorps contre la protéine Y NLGN4Y par rapport aux mères de fils hétérosexuels,.
On a généralement pensé que cette réponse maternelle ne s’appliquerait pas aux fils homosexuels aînés et qu’ils pourraient devoir leur orientation à d’autres mécanismes. Cependant, les mères n'ayant pas eu de fils ont également montré des anticorps contre les cellules mâles, ce qui peut être le résultat de grossesses de garçons n'ayant pas été menées à terme (fausse couche ou d'avortement),.

## Généralités
L'effet de l'ordre de naissance fraternel a été décrit par l'un de ses partisans comme « le corrélat biodémographique le plus cohérent de l'orientation sexuelle chez les hommes ». En 1958, il a été signalé que les hommes homosexuels ont tendance à avoir un plus grand nombre de frères et sœurs plus âgés (c'est-à-dire un « rang de naissance plus élevé ») que les hommes hétérosexuels comparables et en 1962, ces résultats ont été publiés en détail. En 1996, Ray Blanchard et Anthony Bogaert ont démontré que l'ordre de naissance tardif des hommes homosexuels était uniquement dû au nombre de frères aînés et non de sœurs aînées. Ils ont également montré que chaque frère aîné augmentait de 33 % les risques d'homosexualité chez le frère né plus tard. Plus tard la même année, Blanchard et Bogaert ont démontré l'effet du frère aîné dans les données d'entrevue de Kinsey, une « base de données très vaste et historiquement significative »,. Dans une étude publiée en 1998, Blanchard a appelé ce phénomène l'effet d'ordre de naissance fraternel ("Fraternal birth order effect").
Les recherches menées au fil des années ont établi plusieurs faits. Premièrement, les hommes homosexuels ont tendance à avoir un rang de naissance plus élevé que les hommes hétérosexuels, et ce rang de naissance plus élevé est attribué au fait que les hommes homosexuels ont un plus grand nombre de frères aînés,. Selon plusieurs études, chaque frère aîné augmente de 28 à 48 % les chances naturelles d’un enfant de sexe masculin d’avoir une orientation homosexuelle,,,,.  En revanche, le nombre de sœurs aînées, de frères cadets et de sœurs cadettes n’a aucun effet sur ces probabilités. On estime qu’environ un homme homosexuel sur sept doit son orientation sexuelle à l’effet de l’ordre de naissance fraternel. Il ne semble pas y avoir d’effet de l’ordre de naissance sur l’orientation sexuelle des femmes,.
Deuxièmement, l’effet de l’ordre de naissance fraternel opère par un mécanisme biologique pendant la vie prénatale, et non pendant l’enfance ou l’adolescence. Cela est démontré par le fait que l'effet de l'ordre de naissance fraternel a été constaté même chez les hommes qui n'ont pas été élevés avec leurs frères biologiques, et des preuves biochimiques ont été trouvées dans une étude en laboratoire en 2017. Il a été déterminé que les frères biologiques augmentent les risques d'homosexualité chez les hommes nés plus tard, même s'ils ont été élevés dans des foyers différents, alors que les frères et sœurs non biologiques, comme les demi-frères ou les frères adoptifs, n'ont aucun effet sur l'orientation sexuelle masculine. Des preuves indirectes indiquent également que l'effet de l'ordre de naissance fraternel est de nature prénatale et biologique plutôt que postnatale et psychosociale : il a été confirmé que l'effet de l'ordre de naissance fraternel interagit avec la latéralité,, car l'incidence de l'homosexualité corrélée à une augmentation du nombre de frères aînés n'est observée que chez les hommes droitiers,,,. Étant donné que la latéralité se développe avant la naissance, cette découverte indique que les mécanismes prénataux sous-tendent l’effet de l’ordre de naissance fraternel. Il a également été constaté que les hommes homosexuels ayant des frères plus âgés ont un poids de naissance significativement inférieur à celui des hommes hétérosexuels ayant des frères plus âgés,. Le poids à la naissance étant indéniablement déterminé avant la naissance, on sait qu’un facteur de développement commun qui opère avant la naissance sous-tend nécessairement l’effet de l’ordre de naissance fraternel et l’orientation sexuelle masculine.
Troisièmement, l’effet de l’ordre de naissance fraternel a été démontré dans divers échantillons tels que des hommes homosexuels de différentes ethnies, de différentes cultures, de différentes époques historiques,, et de régions géographiques très éloignées. L'effet de l'ordre de naissance fraternel a ainsi été démontré dans des pays comme le Brésil, le Canada, la Finlande, l'Iran, l'Italie, les Pays-Bas, les Samoa, l'Espagne, la Turquie, le Royaume-Uni et les États-Unis,. Cet effet a également été démontré chez des hommes homosexuels à partir d'échantillons aléatoires de convenance, et représentatifs à l'échelle nationale,,.

En 2017, des preuves biochimiques de l’effet de l’ordre de naissance fraternel ont été trouvées.

Dans une étude de 2017, des chercheurs ont découvert une association entre une réponse immunitaire des mères à la protéine liée à la neuroligine 4 Y (NLGN4Y) et l’orientation sexuelle ultérieure de leurs fils. Le NLGN4Y est important dans le développement du cerveau masculin ; la réaction immunitaire maternelle à ce gène, sous la forme d’ anticorps anti-NLGN4Y, est supposée modifier les structures cérébrales sous-jacentes à l’orientation sexuelle du fœtus mâle. L’étude a révélé que les femmes avaient des niveaux d’anti-NLGN4Y significativement plus élevés que les hommes. Les résultats indiquent également que les mères de fils homosexuels, en particulier celles ayant des frères plus âgés, avaient des niveaux d'anti-NLGN4Y significativement plus élevés que les échantillons de contrôle de femmes, y compris les mères de fils hétérosexuels.

## Résultats empiriques

### Biodémographie
L'effet de l'ordre de naissance fraternel est un phénomène qui peut être décrit de deux manières : les frères aînés augmentent les risques d'homosexualité chez les hommes nés plus tard ou, au contraire, les hommes homosexuels ont tendance à avoir plus de frères aînés que les hommes hétérosexuels,,. Il a été constaté que la proportion de frères aînés (c.-à-d.Nombre de frêres ainés/Ensemble des frêres et soeurs ) est 31 % plus élevé dans les fratries d'hommes homosexuels que dans les fratries d'hommes hétérosexuels. Alternativement, le ratio des frères aînés par rapport aux autres frères et sœurs (c'est-à-dire,Nombre de frères ainés/Autres frères et sœurs ) est 47 % plus élevé chez les hommes homosexuels que chez les hommes hétérosexuels.
Après avoir contrôlé statistiquement le nombre de frères aînés, les hommes homosexuels et hétérosexuels ne diffèrent pas dans leur nombre moyen de sœurs aînées, de sœurs cadettes ou de frères cadets. Les sœurs aînées, les sœurs cadettes et les frères cadets n’ont aucun effet sur les probabilités d’homosexualité chez les garçons nés plus tard – ils n’augmentent ni ne diminuent l’effet de l’ordre de naissance fraternel,,,. Blanchard et Bogaert (1996) ont cherché à savoir si la raison pour laquelle les hommes homosexuels ont un rang de naissance moyen plus élevé que les hommes hétérosexuels tenait principalement au fait qu'ils ont plus de frères et sœurs aînés des deux sexes (c'est-à-dire des frères et sœurs aînés). Ils ont confirmé que l'homosexualité était positivement corrélée au nombre de frères aînés d'un homme, et non au nombre de sœurs aînées, de sœurs cadettes ou de frères cadets. Plusieurs études ont depuis confirmé cette découverte.
Dans quelques études, les sujets homosexuels ont parfois affiché un plus grand nombre de frères et sœurs aînés par rapport aux hommes hétérosexuels. Cela est dû au fait que le nombre de frères et sœurs aînés d’une personne tend à être positivement corrélés. Ainsi, si le sujet A a plus de frères aînés que le sujet B, il y a de fortes chances que le sujet A ait également plus de sœurs aînées que le sujet B., Ces résultats d'excès de sœurs aînées sont donc des sous-produits occasionnels du fait que les hommes homosexuels ont un excès de frères aînés, ils ne sont pas rencontrés aussi systématiquement que l'excès de frères aînés, et ne doivent donc pas être pris en compte quant à l'importance de l'effet de l'ordre de naissance fraternel,. Lorsque les échantillons sont tirés de populations ayant des taux de fécondité relativement élevés, la corrélation positive entre le nombre de frères et sœurs aînés peut donner la fausse impression que le nombre de frères et sœurs aînés est associé à l’orientation sexuelle masculine. En effet, deux échantillons de la population samoane à forte fécondité ont montré des effets simultanés d'ordre de naissance fraternel et « sororal ». Cependant, la comparaison directe de l'ampleur de ces deux effets a montré que l'effet de l'ordre de naissance fraternel prédominait dans les études,. Diverses études et méta-analyses ont confirmé que seul l’effet du frère aîné est systématiquement associé à l’homosexualité, :
- Une méta-analyse réalisée en 1998 par Jones et Blanchard a cherché à déterminer si les sœurs aînées n’avaient aucun effet sur l’orientation sexuelle des garçons nés plus tard, ou si leur effet était simplement plus faible que celui des frères aînés. À cette fin, ils ont développé des modèles mathématiques concurrents pour les deux possibilités : ils ont dérivé deux équations théoriques ; la première équation s'applique si les sœurs n'ont pas de relation directe avec l'orientation sexuelle d'un proposant, mais que les frères en ont ; la seconde s'applique si les sœurs ont la même relation avec l'orientation sexuelle d'un proposant que les frères (y compris l'absence de relation). Ils ont ensuite comparé l’ajustement de ces modèles aux données empiriques disponibles à l’époque et ont constaté que la première équation était valable pour les hommes homosexuels et la seconde pour les hommes hétérosexuels. Ils ont également conclu que toute tendance des hommes homosexuels à naître plus tard parmi leurs sœurs est, en fait, un artefact statistique de leur tendance à naître plus tard parmi leurs frères[41],[39],[11].
- Une méta-analyse de 2004 a porté sur 10 143 sujets masculins, dont 3 181 homosexuels et 6 962 hétérosexuels. Ses résultats ont renforcé la conclusion selon laquelle les hommes homosexuels ont tendance à avoir plus de frères aînés que les hommes hétérosexuels, et la conclusion selon laquelle les différences dans tous les autres paramètres de fratrie (sœurs aînées, sœurs cadettes ou frères cadets) sont des conséquences secondaires de la différence entre les frères aînés[39],[11]. Les mêmes conclusions ont été tirées à partir d’analyses de données individuelles plutôt que de données agrégées et par des chercheurs indépendants[39].
- Une méta-analyse de 2015 a déterminé que seul l’effet du frère aîné/l’effet de l’ordre de naissance fraternel était associé de manière fiable à l’orientation sexuelle masculine dans les études publiées précédemment[32],[40].
- Une nouvelle analyse de 2020 qui a reproduit l'effet FBO tout en intégrant la taille de la famille et d'autres contraintes antérieures a confirmé les conclusions de Blanchard[42].

L’effet de l’ordre de naissance fraternel est indépendant des facteurs de confusion potentiels tels que l’âge, l’année de naissance et le statut socioéconomique. Il a également été constaté que l'effet de l'ordre de naissance fraternel peut être démontré, que les groupes homosexuels et hétérosexuels comparés sur les frères aînés aient tous deux des familles de grande ou de petite taille, à condition que les deux groupes aient la même taille de famille (ou que cela puisse être ajusté pour simuler cette condition). La taille des familles varie selon les pays, mais cela implique que plus la taille de la famille est grande, plus l'homosexualité est courante chez les hommes. De plus, pour détecter l'effet de l'ordre de naissance fraternel, il est nécessaire que la taille de la famille des groupes homosexuels et hétérosexuels ne soit pas fortement affectée par des stratégies parentales (appelées « règles d'arrêt ») consistant à cesser la reproduction après un enfant, après un enfant mâle ou après un enfant de chaque sexe, car dans ces situations particulières, ni les hommes homosexuels ni les hommes hétérosexuels n'ont suffisamment de frères aînés pour que les comparaisons soient significatives. Par exemple, une étude réalisée en Chine continentale n’a pas trouvé d’effet d’ordre de naissance fraternel, ce que les auteurs ont attribué à la politique de l’enfant unique,,,,.
La relation entre le nombre de frères aînés et l’homosexualité masculine n’est pas corrélée à un âge maternel ou paternel plus élevé au moment de la naissance du sujet,. Cela implique que le phénomène de l'ordre de naissance ne peut pas être expliqué par des taux de mutation accrus dans les ovules ou les spermatozoïdes des mères ou des pères âgés.
La relation entre le nombre de frères aînés et l’homosexualité masculine n’est pas non plus corrélée à l’intervalle de naissance. Blanchard et Bogaert (1997) ont mené une étude pour déterminer si les hommes homosexuels naissent, en moyenne, moins longtemps après leurs frères et sœurs plus âgés que les hommes hétérosexuels. Ils ont constaté que les intervalles moyens entre les naissances précédant les hommes hétérosexuels et homosexuels étaient pratiquement identiques.
Aucune configuration de fratrie (nombre frères aînés, de sœurs aînées, de frères cadets ou de sœurs cadettes) n'a pu être liée de manière fiable à l'orientation sexuelle des femmes.

### Résultats quantitatifs
Les recherches sur l'effet de l'ordre de naissance fraternel ont montré que pour un enfant de sexe masculin, chacun de ses frères aînés augmente de 33 % la probabilité que l'enfant soit homosexuel,,. La probabilité naturelle qu'un enfant de sexe masculin (sans frère aîné) soit homosexuel est estimée à 2 %,.  Ainsi, si un homme sans frère aîné a 2 % de probabilité d'être homosexuel et que l'effet de l'ordre de naissance fraternel augmente ces chances de 33 % pour chaque frère aîné, alors un homme avec un frère aîné a 2,6 % de chances d'être homosexuel ; un homme avec deux frères aînés a 3,5 % de chances, et pour les hommes avec trois et quatre frères aînés les probabilités sont respectivement de 4,6 % et 6,0 %.
Les estimations de la proportion d’hommes homosexuels qui doivent leur orientation sexuelle à l’effet de l’ordre de naissance fraternel varient de 15,1 % à 28,6 %. Cantor et al. (2002) ont constaté que 0 % des hommes homosexuels n'ayant pas de frère aîné, 24 % des hommes homosexuels ayant un frère aîné, 43 % des hommes homosexuels ayant deux frères aînés, et ainsi de suite, peuvent attribuer leur orientation homosexuelle à l'effet de l'ordre de naissance fraternel. Ils ont également montré que l'effet de l'ordre de naissance fraternel dépasserait toutes les autres causes d'homosexualité combinées dans les groupes d'hommes homosexuels ayant 3 frères aînés ou plus et égalerait précisément toutes les autres causes combinées dans un groupe théorique avec 2,5 frères aînés. Les hommes homosexuels qui n'ont pas acquis leur orientation sexuelle par l'effet de l'ordre de naissance fraternel (par exemple, les hommes homosexuels sans frères aînés) pourraient devoir leur homosexualité à d'autres causes telles que certains gènes polymorphes (familièrement appelés « gènes gays ») ou les niveaux d'hormones prénatales pendant le développement fœtal,,.

### Chronologie du mécanisme de l'ordre de naissance fraternel
Des preuves directes et indirectes ont démontré que le mécanisme par lequel l’effet de l’ordre de naissance fraternel opère est de nature prénatale et biologique, plutôt que postnatale ou psychosociale. Des preuves indirectes ont été trouvées pour la première fois lorsqu’il a été découvert que l’effet de l’ordre de naissance fraternel interagissait avec le poids à la naissance. Par la suite, Bogaert (2006) a produit une preuve directe que le mécanisme de l’ordre de naissance fraternel est prénatal. Des recherches ultérieures liées à la latéralité ont encore renforcé ces résultats. Les preuves selon lesquelles l’effet de l’ordre de naissance fraternel reflète les événements survenus au cours de la vie prénatale sont généralement cohérentes avec l’absence de preuves selon lesquelles il reflète les événements survenus au cours de la vie postnatale.

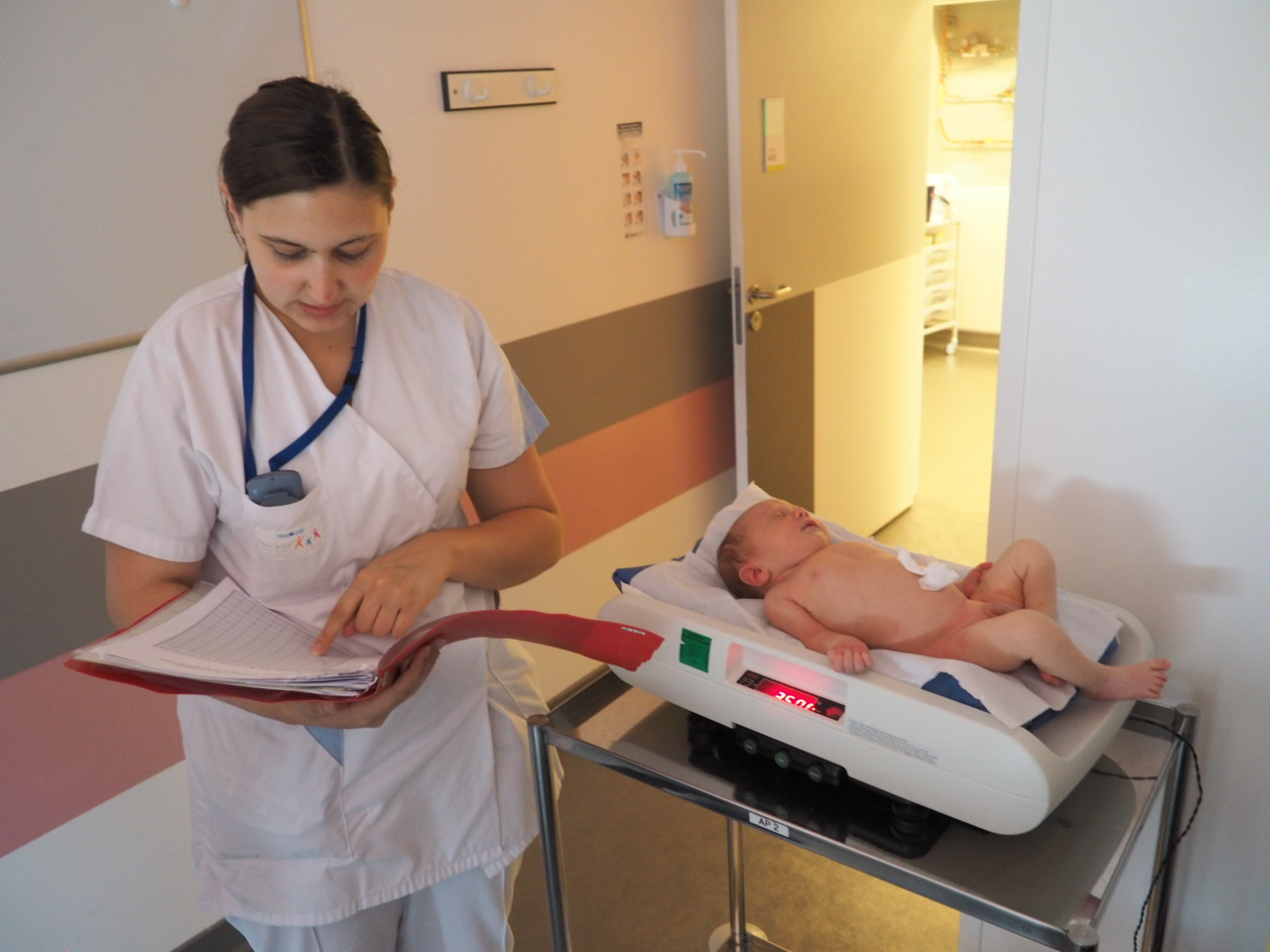
Un nouveau-né pesé après la naissance.

La découverte selon laquelle le mécanisme de l'ordre de naissance fraternel opère pendant le développement prénatal d'un homme dans l'utérus de sa mère est apparue de manière inattendue, dans une étude sur l'orientation sexuelle, l'ordre de naissance et le poids à la naissance. Blanchard et Ellis (2001) ont étudié 3 229 hommes et femmes adultes, homosexuels et hétérosexuels (les sujets) dont les mères connaissaient le sexe de chaque enfant (ou fœtus) dont elles étaient enceintes avant le sujet. Les informations sur le poids à la naissance, la grossesse maternelle et d'autres variables démographiques ont été rapportées sur des questionnaires remplis par les mères des sujets. L’étude a donné lieu à trois observations principales :
- Les hommes hétérosexuels ayant des frères aînés pesaient moins à la naissance que les hommes hétérosexuels ayant des sœurs aînées ;
- Les hommes homosexuels ayant des frères aînés pesaient moins que les hommes hétérosexuels ayant des frères aînés, et :
- Les hommes homosexuels et hétérosexuels n’ayant pas de frères et sœurs aînés, ou n’ayant que des sœurs aînées, ne différaient pas en termes de poids à la naissance.

Chacune de ces trois conclusions a depuis été reproduite dans d’autres études,,, (et la conclusion générale selon laquelle les garçons ayant des frères plus âgés ont un poids de naissance plus faible que les garçons ayant des sœurs plus âgées est conforme aux études antérieures),,. Ces résultats suggèrent que les grossesses masculines antérieures influencent le développement des fœtus masculins ultérieurs ; que cette influence est ressentie à des degrés divers par chaque fœtus ; et que les fœtus les plus fortement affectés par ce processus, comme l’indiquent leur poids de naissance comparativement plus faible, sont également ceux qui sont les plus susceptibles d’être homosexuels. L'interaction entre l'ordre de naissance fraternel et le poids à la naissance (un trait évidemment déterminé avant la naissance) suggère que le mécanisme de l'effet de l'ordre de naissance fraternel opère avant la naissance de l'individu (c'est-à-dire in utero ),. Elle montre également que, même au moment de la naissance, il existe un marqueur physique de l'orientation sexuelle (c'est-à-dire le poids à la naissance) qui est lié au nombre de frères aînés,.

#### Préférence manuelle

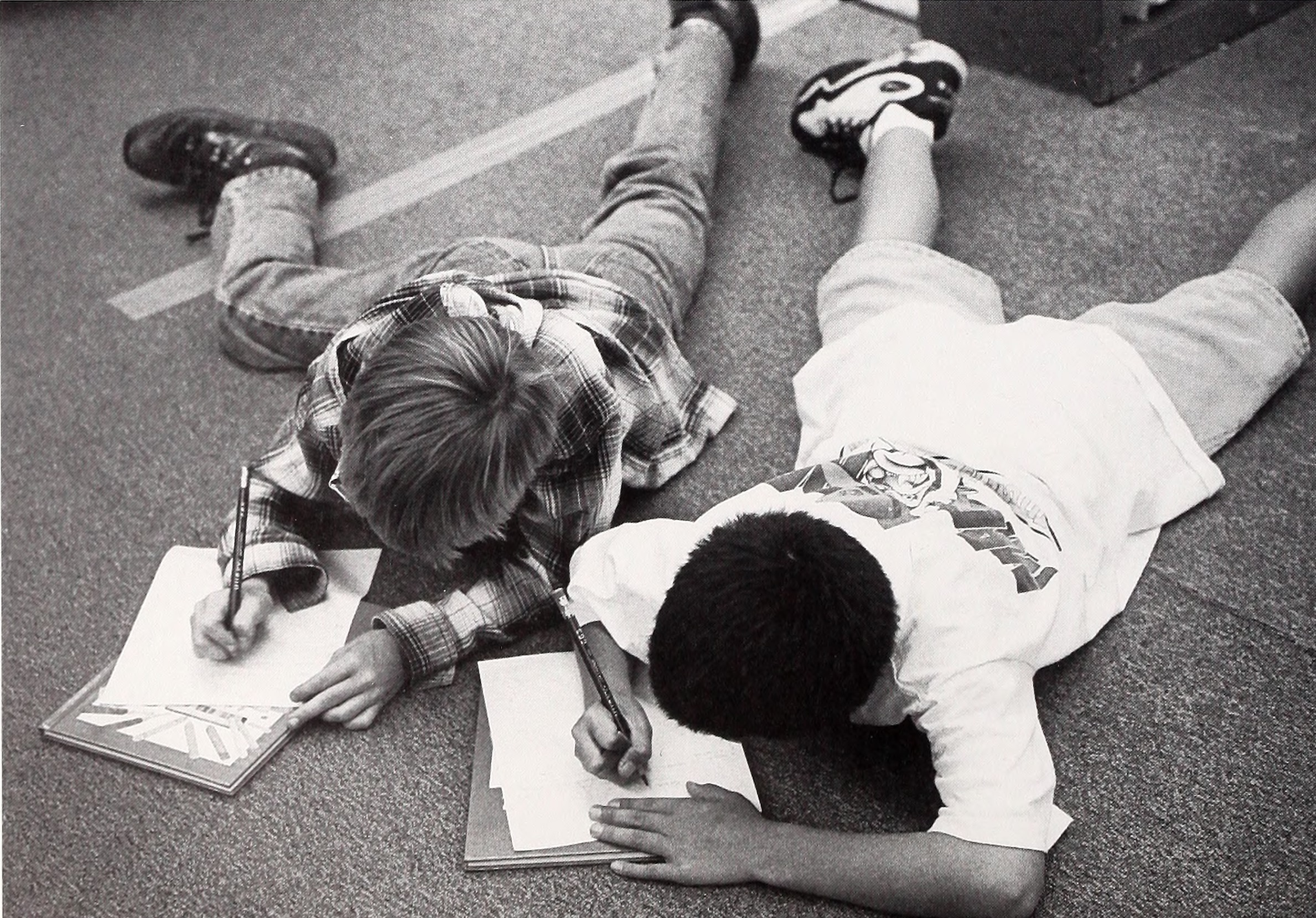
Deux garçons utilisent leur main droite pour écrire. La préférence manuelle (ou latéralité) est la tendance à être plus habile à effectuer des tâches avec une main qu'avec l'autre. L’effet de l’ordre de naissance fraternel augmente la probabilité d’homosexualité uniquement chez les hommes droitiers.

Blanchard et al. (2006) ont produit des preuves indirectes que l'effet de l'ordre de naissance fraternel est de nature biologique plutôt que psychosociale : ils ont découvert, dans un échantillon de 3146 hommes, que l'effet de l'ordre de naissance fraternel dépendait de la latéralité : l'effet des frères aînés sur la probabilité d'homosexualité ne se produisait que chez les hommes droitiers ; l'effet des frères aînés ne modifiait pas la probabilité d'être gay ou bisexuel chez les hommes gauchers et ambidextres,,. Plus tard, une autre étude a révélé que l'effet de l'ordre de naissance fraternel pourrait être limité aux hommes modérément droitiers, car les droitiers extrêmes ne présentaient pas non plus d'effet de l'ordre de naissance fraternel,. La découverte selon laquelle l'ordre de naissance fraternel interagit avec la latéralité a été confirmée par des recherches ultérieures,,. Comme la latéralité se développe pendant la vie prénatale,, cela suggère qu'un mécanisme prénatal provoque une augmentation de l'homosexualité chez les fœtus mâles droitiers ayant des frères aînés.

### Mécanisme
Dans une étude de 2017, les chercheurs ont découvert une association entre une réponse immunitaire maternelle à la protéine liée à la neuroligine 4 Y (NLGN4Y) et l’orientation sexuelle ultérieure de leurs fils. La NLGN4Y joue un rôle important dans le développement du cerveau masculin ; la réaction immunitaire maternelle à cette protéine, sous la forme d’ anticorps anti-NLGN4Y, est censée modifier les structures cérébrales sous-jacentes à l’orientation sexuelle du fœtus mâle. L’étude a révélé que les femmes avaient des niveaux d’anti-NLGN4Y significativement plus élevés que les hommes. Les résultats indiquent également que les mères de fils homosexuels, en particulier celles ayant des frères plus âgés, avaient des niveaux d'anti-NLGN4Y significativement plus élevés que les échantillons de contrôle de femmes, y compris les mères de fils hétérosexuels.

#### Frères aînés biologiques et non biologiques
Simon LeVay a découpé en 1990 l'hypothalamus de 19 hommes homosexuels morts du sida et de 16 hommes hétérosexuels, dont 6 sont également morts du sida, en morceaux distincts et a mesuré les groupes de cellules qu'ils contenaient. Six femmes de sexualité inconnue ont également été incluses. Il a découvert que le groupe de cellules appelé INAH3 était plus de deux fois plus grand chez les hommes que chez les femmes. Plus important encore, l’INAH3 était également entre deux et trois fois plus grand chez les hommes hétérosexuels que chez les hommes homosexuels. Il ne semble pas y avoir de différence significative entre les volumes d'INAH3 chez les hommes homosexuels et chez les femmes, ce qui indique une forme de dimorphisme sexuel entre l'orientation sexuelle masculine et la relation qu'ils entretiennent envers la sexualité.
Bogaert (2006) a fourni un test direct opposant les mécanismes prénatals aux mécanismes postnatals (par exemple, sociaux/d'éducation) et a cherché à déterminer lequel des deux explique l'effet de l'ordre de naissance fraternel. Il a examiné l’association entre l’orientation sexuelle masculine et les frères et sœurs biologiques (c’est-à-dire nés de la même mère) et les frères et sœurs non biologiques (c’est-à-dire les frères et sœurs adoptifs, les demi-frères et sœurs paternels). On a également examiné si les participants avaient été élevés avec ces frères et sœurs et pendant combien de temps,.
Si l’éducation ou les facteurs sociaux associés aux frères aînés sous-tendaient l’effet de l’ordre de naissance fraternel, alors tous les frères aînés (biologiques et non biologiques) élevés avec le participant devraient prédire l’orientation sexuelle puisque que tous ces frères aînés partagent l’environnement social/éducatif avec leurs frères cadets. Si un facteur prénatal sous-tend l’effet de l’ordre de naissance fraternel, alors seuls les frères aînés biologiques devraient prédire l’orientation sexuelle, car seuls les frères aînés biologiques partagent des caractéristiques prénatales (par exemple, la gestation par la même mère biologique) avec leurs frères cadets. L’étude a révélé que seuls les frères biologiques aînés prédisaient l’orientation sexuelle. Même lorsque le nombre de frères aînés non biologiques dépassait significativement le nombre de frères aînés biologiques, et que par conséquent la possibilité d'un effet via le fait d'être élevé avec des frères aînés (non biologiques) était élevée, seul le nombre de frères aînés biologiques et non celui des frères aînés non biologiques prédisait l'orientation sexuelle chez les hommes.
De plus, si des facteurs liés à l'éducation ou des influences sociales étaient à l'origine de l'effet de l'ordre de naissance fraternel, alors le temps passé avec des frères aînés, qu'ils soient biologiques ou non, devrait prédire l'orientation sexuelle, car la durée de cette cohabitation déterminerait l'opportunité relative qu'auraient les frères aînés d'influencer le développement socio-sexuel (postnatal) de leur cadet. En revanche, si un facteur prénatal sous-tend l’effet de l’ordre de naissance fraternel, alors un facteur postnatal tel que le temps passé avec des frères et sœurs plus âgés (qu’ils soient biologiques ou non biologiques) ne devrait avoir aucun impact sur l’orientation sexuelle des frères et sœurs plus jeunes. L'étude a révélé que le temps passé avec des frères aînés, biologiques ou non biologiques, ne prédisait pas l'orientation sexuelle ni n'affectait la relation entre les frères aînés et l'orientation sexuelle, indiquant ainsi une origine prénatale de l'effet de l'ordre de naissance fraternel.
Enfin, si l’éducation ou les facteurs sociaux sous-tendaient l’effet de l’ordre de naissance fraternel, alors le nombre de frères biologiques aînés avec lesquels les participants n’ont pas été élevés ne devrait pas prédire l’orientation sexuelle car ils ne devraient pas avoir d’impact sur l’environnement socio-sexuel (postnatal) de leurs frères cadets. En revanche, si un facteur prénatal sous-tend l’effet de l’ordre de naissance fraternel, alors les frères aînés biologiques avec lesquels les participants n’ont pas été élevés devraient toujours prédire l’orientation sexuelle, car tous les frères aînés biologiques, même ceux qui n’ont pas été élevés avec les participants, partagent des caractéristiques prénatales (par exemple, la gestation par la même mère) avec leurs frères cadets. L'étude a révélé que le nombre de frères biologiques prédit l'orientation sexuelle des hommes même si les participants n'ont pas été élevés avec leurs frères biologiques aînés.
En résumé, il a été constaté que les frères aînés biologiques prédisaient de manière significative l’orientation sexuelle masculine, indépendamment du fait que les participants aient été élevés avec ces frères ou non, ou de la durée de leur éducation, alors que les autres catégories de frères et sœurs, y compris les frères aînés non biologiques, n'avaient aucun impact. Ces résultats soutiennent donc une origine prénatale du développement de l'orientation sexuelle chez les hommes,, et indiquent que l'effet de l'ordre de naissance fraternel est probablement le résultat de la « mémoire » du corps de la mère pour les naissances masculines ainsi que pour les gestations masculines (c'est-à-dire chaque fois qu'elle est enceinte d'un fœtus mâle). Ainsi, même si un fœtus mâle n’est pas mené à terme, il augmente toujours la probabilité d’homosexualité chez tout fœtus mâle ultérieur porté par la même mère.

### Omniprésence
L’existence de l’effet de l’ordre de naissance fraternel sur l’orientation sexuelle masculine a été confirmée à de nombreuses reprises. Une approche pour établir l’omniprésence de cet effet a consisté à le rechercher dans une variété de types d’échantillons. La constatation répétée de l’effet de l’ordre de naissance fraternel dans divers échantillons montre que cet effet est presque omniprésent – à l’exception des populations où les individus n’ont pas de frères aînés,,.
L'effet de l'ordre de naissance fraternel a été constaté chez les hommes homosexuels de différentes ethnies, notamment les Blancs, les Noirs, les Hispaniques, les Indiens d'Amérique, les Asiatiques, les Moyen-Orientaux et les Polynésiens. Cet effet a également été observé chez des hommes homosexuels de différentes époques historiques,, allant de participants examinés ces dernières années à des participants examinés il y a plusieurs décennies,,.
Cet effet a également été démontré chez les hommes homosexuels issus de cultures différentes : malgré la variabilité des cultures, il semble exister des invariants interculturels dans le développement des hommes homosexuels. Par exemple, dans les cultures occidentales, les hommes homosexuels présentent comparativement plus de comportements non conformes au genre pendant l’enfance que les hommes hétérosexuels. Des études rétrospectives menées au Brésil, au Guatemala, aux Samoa indépendantes, aux Philippines, en Thaïlande et en Turquie ont montré que le même phénomène s’applique aux hommes homosexuels élevés dans ces cultures non occidentales,,,. De telles similitudes interculturelles dans le comportement de l’enfant soutiennent l’idée que des influences biologiques similaires, qui transcendent les différences culturelles, jouent un rôle dans le développement de l’homosexualité masculine. Cette idée serait encore plus étayée s’il pouvait être démontré que des facteurs biologiques causaux, tels que le mécanisme de l’ordre de naissance fraternel (qui est de nature biologique), étaient susceptibles d’influencer le développement de l’homosexualité masculine dans les cultures non occidentales. Ainsi, établir l’existence de l’effet de l’ordre de naissance fraternel dans une culture non occidentale étayerait davantage les arguments selon lesquels des influences biologiques similaires sous-tendent le développement de l’homosexualité à travers les cultures. Des études menées dans des cultures occidentales et non occidentales ont démontré l’effet de l’ordre de naissance fraternel (ainsi que des effets de fécondité) en relation avec l’homosexualité masculine. La cohérence interculturelle avec laquelle ces effets ont été documentés est cohérente avec la conclusion selon laquelle des processus biologiques culturellement invariants sous-tendent le développement de l'homosexualité chez les hommes.
L'effet de l'ordre de naissance fraternel a également été démontré dans des régions géographiques très éloignées et dans des pays comme le Brésil, le Canada, la Finlande, l'Iran, l'Italie, les Pays-Bas, les Samoa indépendantes, l'Espagne, la Turquie, le Royaume-Uni, et les États-Unis. L'effet a également été observé chez des participants examinés pendant l'enfance et l'âge adulte,, et chez des patients ainsi que chez des volontaires non patients. L'effet de l'ordre de naissance fraternel a été démontré par Blanchard et ses collègues ainsi que par des chercheurs indépendants,,,,,,,,. La démonstration de l'effet de l'ordre de naissance fraternel dans la méta-analyse des études de Blanchard et de ses collègues,, la méta-analyse des études réalisées par des chercheurs indépendants et les études menées par Blanchard et d'autres chercheurs montrent que les études sur l'effet de l'ordre de naissance fraternel ont été exemptes de biais de l'expérimentateur. Cet effet a également été démontré chez des hommes homosexuels issus d'échantillons de convenance, et d'échantillons probabilistes représentatifs à l'échelle nationale,,.
La plupart des recherches sur l’effet de l’ordre de naissance fraternel ont été menées sur des hommes homosexuels,. Cependant, l’effet de l’ordre de naissance fraternel a été observé chez les femmes transgenres androphiles (qui ont été assignées de sexe masculin à la naissance). Les femmes trans qui sont exclusivement orientées sexuellement vers les hommes ont un plus grand nombre de frères aînés que les femmes trans qui sont intéressées sexuellement par les femmes. Ce phénomène a été observé dans des échantillons provenant du Canada, du Royaume-Uni, des Pays-Bas, et de Polynésie.
Trois études ont examiné si l’orientation sexuelle est également corrélée à l’ordre de naissance fraternel chez les hommes attirés par des hommes physiquement immatures. Une étude (Bogaert et al., 1997) a révélé que les pédophiles homosexuels-bisexuels avaient un ordre de naissance général plus tardif que les pédophiles hétérosexuels et cet ordre de naissance tardif était principalement dû au fait que le groupe homosexuel-bisexuel naissait plus tard parmi leurs frères que plus tard parmi leurs sœurs. Une autre étude (Blanchard et Bogaert, 1998) n'a pas confirmé un ordre de naissance fraternel ultérieur pour les hommes ayant commis des infractions sexuelles contre des garçons ou des filles prépubères, mais l'a confirmé pour les hommes ayant commis des infractions contre des garçons ou des filles pubères. L’incohérence de ces résultats concernant la corrélation entre l’orientation sexuelle et l’ordre de naissance fraternel chez les pédophiles peut être liée à des problèmes méthodologiques dans les deux études. La première étude était une étude rétrospective des délinquants sexuels, qui incluait uniquement les sujets dont les dossiers cliniques contenaient des données sur l'ordre de naissance, de sorte que les résultats de l'étude peuvent avoir été affectés par un biais de sélection. La deuxième étude était une réanalyse des données archivées d’une étude classique sur les délinquants sexuels de l’année 1965. Il y avait peu d'informations récupérables concernant les antécédents criminels des sujets, et il est possible que les préférences sexuelles des pédophiles de l'étude n'aient pas été classées avec précision à partir des informations disponibles.
Blanchard et al. (2000) ont donc mené une étude dans laquelle des données ont été recueillies dans le but spécifique d’examiner la relation entre l’ordre de naissance fraternel et l’orientation sexuelle chez les pédophiles homosexuels, bisexuels et hétérosexuels. Chaque type de groupe pédophile a été comparé à un groupe témoin composé d’hommes gynéphiles (c’est-à-dire des hommes attirés par les femmes adultes). L'étude a révélé que les pédophiles homosexuels avaient plus de frères aînés que le groupe témoin gynécologique, alors que les pédophiles bisexuels et hétérosexuels n'en avaient pas. Ces résultats confirment que l'ordre de naissance fraternel est corrélé à l'orientation sexuelle chez les pédophiles, comme c'est le cas chez les téléophiles (c'est-à-dire les personnes exclusivement attirées par les adultes). Les résultats confirment également que l’ordre de naissance fraternel n’est pas corrélé à la pédophilie en soi : des études antérieures avaient établi que l’effet de l’ordre de naissance fraternel affecte uniquement le sexe vers lequel un homme est sexuellement attiré ; Blanchard et al. (2000) ont en outre étudié si l’ordre de naissance fraternel affecte également l’âge des personnes vers lesquelles un homme est attiré. Les résultats de l’étude indiquent que l’ordre de naissance fraternel n’affecte pas l’âge des cibles érotiques préférées et que l’ordre de naissance fraternel n’est pas corrélé à la pédophilie. Ainsi, le mécanisme de l'ordre de naissance fraternel ne fait qu'attirer les hommes vers d'autres hommes ; quel que soit le mécanisme qui fait que les hommes sont pédophiles plutôt que téléophiles (c'est-à-dire attirés par les adultes), il est différent du mécanisme de l'ordre de naissance fraternel lui-même,.
Hormis l'ordre de naissance fraternel, aucune caractéristique commune n'a été identifiée dans les histoires de développement ou les données démographiques familiales des androphiles et des pédophiles, bien que des caractéristiques clés distinguent les deux groupes, par exemple, la plupart des hommes androphiles affichent une non-conformité de genre pendant l'enfance, alors que les pédophiles attirés par le même sexe ne le font pas,,. Pour éviter toute mauvaise compréhension ou utilisation abusive de leurs études sur l'ordre de naissance fraternel chez les pédophiles, les chercheurs ont souligné que toute conclusion selon laquelle la pédophilie homosexuelle partage un facteur étiologique avec l'androphilie n'implique pas que les hommes homosexuels ordinaires (androphiles) sont susceptibles d'agresser sexuellement les garçons, pas plus que la conclusion selon laquelle la pédophilie hétérosexuelle partage un facteur étiologique avec la gynéphilie n'impliquerait que les hommes hétérosexuels ordinaires (gynéphiles) sont susceptibles d'agresser sexuellement les filles,.
La découverte de l’effet de l’ordre de naissance fraternel chez les hommes androphiles cisgenres et transgenres, les hommes attirés par les garçons et ceux attirés par les hommes adultes – des groupes attirés par les personnes du même sexe qui diffèrent le plus possible dans leurs propres caractéristiques et dans les caractéristiques de leurs partenaires désirés – suggère que l’ordre de naissance fraternel (ou la variable sous-jacente qu’il reflète) pourrait être le premier facteur universel à être identifié dans le développement de l’attirance pour les personnes du même sexe chez les hommes.

### Asexualité
Une étude réalisée sur Internet en 2014 a tenté d’analyser la relation entre l’auto-identification comme asexuel, l’ordre de naissance et d’autres marqueurs biologiques, en comparaison avec des individus d’autres groupes d’orientation sexuelle. Un total de 325 asexuels (60 hommes et 265 femmes), 690 hétérosexuels (190 hommes et 500 femmes) et 268 non-hétérosexuels (64 hommes et 204 (femmes) ont rempli des questionnaires en ligne. L’étude affirme que l’effet des frères aînés sur l’orientation sexuelle est vrai uniquement pour les hommes droitiers et étend ces résultats aux hommes asexuels.
Il existe des preuves que les mutations dans NLGN4X et NLGN4Y sont liées aux troubles du spectre autistique, et que ces troubles peuvent être plus fréquents chez les personnes asexuées. Ainsi, NLGN4X/Y pourrait affecter le fonctionnement neurologique associé, de manière générale, à la formation de liens sociaux avec les autres, y compris l'attirance sexuelle.

### Autres constatations
Bearman et Brückner (2002) ont soutenu que les études montrant un effet d’ordre de naissance fraternel ont utilisé des échantillons non représentatifs et/ou des rapports indirects sur l’orientation sexuelle des frères et sœurs. Leur analyse, centrée sur des jumeaux de sexe opposé, n'a pas trouvé d'association « entre l'attirance pour les personnes du même sexe et le nombre de frères et sœurs plus âgés ». Une étude de Francis (2008), utilisant la même enquête Add Health mais avec une analyse plus large, a constaté une très faible corrélation entre l'attirance masculine pour les personnes du même sexe et le fait d'avoir plusieurs frères aînés (mais a trouvé une corrélation négative significative entre l'attirance masculine pour les personnes du même sexe et le fait d'avoir des sœurs aînées, c'est-à-dire que ceux qui ressentaient un niveau d'attirance pour les personnes du même sexe non nul étaient significativement moins susceptibles d'avoir des sœurs aînées).
L’échec de ces études à démontrer l’effet de l’ordre de naissance fraternel a été attribué à leurs défauts méthodologiques. Bien qu'ils aient utilisé de grands échantillons d'adolescents, les faibles taux de base d'attirance et de comportement envers les personnes de même sexe dans la population ont donné lieu à des tailles d'échantillon trop petites pour évaluer la relation entre l'ordre de naissance et l'orientation sexuelle. L'effet de l'ordre de naissance fraternel peut également avoir été masqué dans ces études en raison de leur utilisation de différentes méthodes de classification de l'orientation sexuelle et de leurs mesures imprécises de la fratrie. Ray Blanchard a expliqué que le caractère démontrable de l'effet de l'ordre de naissance fraternel dépend en partie de la correspondance adéquate de la taille moyenne des familles des groupes d'étude homosexuels et hétérosexuels et a noté que dans les deux études ci-dessus, la taille moyenne des familles des groupes homosexuels était significativement plus petite que celle des groupes de comparaison hétérosexuels,.  Plus précisément, les hommes hétérosexuels avaient globalement un plus grand nombre de frères et sœurs que les hommes homosexuels, ce qui peut avoir obscurci les analyses des différences de groupe chez les frères aînés et empêché la démonstration de l'effet de l'ordre de naissance fraternel. Les chercheurs ont ainsi souligné la nécessité de comparer les groupes sur des mesures de la taille moyenne de la famille et ont suggéré que, dans les deux études, une mesure alternative de l'ordre de naissance qui contrôlerait la taille de la fratrie aurait produit des résultats cohérents avec l'effet de l'ordre de naissance fraternel,. Depuis la publication de l'étude de Bearman et Bruckner en 2002, des études utilisant des échantillons représentatifs de probabilités nationales et des rapports directs sur l'orientation sexuelle des frères et sœurs ont mis en évidence l'effet de l'ordre de naissance fraternel,.
Currin et al. (2015) ont mené une étude examinant l’existence de l’effet de l’ordre de naissance fraternel dans une variété de dimensions de l’orientation sexuelle – à savoir l’identité, l’attirance, les fantasmes et le comportement – alors que les recherches précédentes n’étudiaient qu’une seule de ces dimensions (l’identité). Les participants à l’étude ont été divisés en deux groupes : un « groupe hétérosexuel » et un groupe « non hétérosexuel ». Pour déterminer quelle étiquette les participants utilisaient pour identifier leur orientation sexuelle, on leur a demandé : « Comment classeriez-vous votre orientation sexuelle ? » et ils ont choisi l'une des cinq options (hétérosexuel, majoritairement hétérosexuel, bisexuel, majoritairement gay/lesbienne, gay/lesbienne). Les personnes ayant sélectionné « hétérosexuel » ont été placées dans le groupe hétérosexuel, tandis que les personnes ayant sélectionné « gay/lesbienne » ont été placées dans le groupe non hétérosexuel. Pour évaluer l'attirance sexuelle, on a demandé aux participants : « Dans quelle mesure êtes-vous attiré sexuellement par les hommes ? » et ils ont choisi leur réponse sur une échelle de Likert en 7 points allant de 1 (pas du tout) à 7 (beaucoup). On a également demandé aux participants « Dans quelle mesure êtes-vous attiré sexuellement par les femmes ? » et on leur a présenté la même échelle de Likert. Les personnes ayant sélectionné 1 (pas du tout) en répondant à la question sur l’attirance sexuelle envers les personnes du même sexe ont été placées dans le groupe hétérosexuel. Les personnes ayant sélectionné 2 réponses ou plus ont été placées dans le groupe non hétérosexuel.
Pour évaluer le comportement sexuel, on a demandé aux participants : « Quel est le nombre total de partenaires sexuels masculins que vous avez eus ? » et « Quel est le nombre total de partenaires sexuels féminins que vous avez eus ? » Le partenaire sexuel était défini comme une personne avec laquelle le participant avait eu une pénétration pénis-vagin, un rapport sexuel oral, un rapport sexuel anal et/ou un rapport sexuel manuel. Les personnes qui ont identifié avoir un partenaire sexuel de même sexe (c'est-à-dire un ou plusieurs) ont été placées dans le groupe non hétérosexuel tandis que les personnes qui n'ont pas identifié avoir de partenaire sexuel de même sexe ont été placées dans le groupe hétérosexuel. Pour évaluer les fantasmes sexuels, on a demandé aux participants « Quel pourcentage de vos fantasmes sexuels pendant la masturbation impliquent des hommes ? » et ils ont évalué la question de 0 % à 100 %. On a également demandé à chaque participant « Quel pourcentage de vos fantasmes sexuels pendant la masturbation impliquent des femmes ? » et il a évalué la question de 0 % à 100 %. Si une personne déclarait avoir des fantasmes sexuels entre personnes du même sexe (c'est-à-dire 1 % ou plus), elle était placée dans le groupe non hétérosexuel, sinon elle était placée dans le groupe hétérosexuel. En utilisant ces critères pour l'identité sexuelle, l'attirance, les fantasmes et le comportement, Currin et al. (2015) n'ont pas pu démontrer l'effet pour aucune des dimensions dans leur échantillon de 722 hommes droitiers (dont 500 étaient classés comme hétérosexuels et 122 comme non-hétérosexuels), bien que l'étude ait ajusté les différences de taille de famille entre les deux groupes. Une méta-analyse de 2017 a analysé des études sur l’effet de l’ordre de naissance fraternel, notamment celle de Currin et al. (2015). La méta-analyse portait sur un échantillon total de 7 140 hommes homosexuels et de 12 837 hommes hétérosexuels. Les résultats de la méta-analyse ont confirmé la fiabilité de l’effet de l’ordre de naissance fraternel.
Frisch et al. (2006) n’ont pas trouvé de corrélation entre les frères aînés et les unions homosexuelles entre hommes dans un échantillon de plus de 2 millions de Danois. Au contraire, les chercheurs ont trouvé une corrélation entre de telles unions et le fait d’avoir un excès de sœurs aînées. Frisch a averti qu’on ne peut pas interpréter les résultats sur les corrélats du mariage hétérosexuel et homosexuel comme s’il s’agissait de résultats sur les corrélats de l’orientation hétérosexuelle et homosexuelle. Ray Blanchard a effectué une réanalyse des données de Frisch en utilisant des procédures qui ont été utilisées dans des études antérieures sur l'ordre de naissance fraternel. Selon son analyse, « le seul groupe dont les données ressemblaient à celles des études précédentes était celui des hommes mariés homosexuels », réaffirmant l'effet de l'ordre de naissance. Il a également critiqué le fait de tirer des conclusions à partir de données sur les personnes mariées, étant donné que les personnes mariées hétérosexuellement ont également « des ratios de fratrie nettement différents » par rapport aux personnes hétérosexuelles.

## Théories sur le mécanisme de l'ordre de naissance fraternel
Les travaux d'Anthony Bogaert sur les enfants adoptés concluent que l'effet n'est pas dû au fait d'avoir été élevé avec des frères aînés, mais qu'il serait plutôt lié aux changements induits dans le corps de la mère lorsqu'elle porte un garçon, et qui affectent les fils suivants. Cela est dû au fait que l’effet est présent indépendamment du fait que les frères aînés soient ou non élevés dans le même environnement familial que le garçon. Il n’y a aucun effet lorsque le nombre de frères aînés est augmenté par des frères adoptifs ou des demi-frères. On a émis l'hypothèse que cela est dû à une réponse allo-immune maternelle in utero, en particulier, le système immunitaire de la mère devenant sensibilisé aux antigènes HY impliqués dans la différenciation sexuelle des vertébrés mâles, et produisant des anticorps qui attaquent ces antigènes,,,. Plus précisément, il a été découvert que les anticorps maternels dirigés contre la protéine neuroligine NLGN4Y, une protéine du chromosome Y importante dans le développement du cerveau du fœtus mâle, étaient impliqués dans l'effet de l'ordre de naissance fraternel.